# Aléxios Loukópoulos
Aléxios Loukópoulos (grec moderne : Αλέξιος Λουκόπουλος), était un homme politique grec qui participa à la guerre d'indépendance grecque. Il dirigea ensuite les premières institutions étatiques de la jeune Grèce : Poste et Monnaie.

## Biographie
Sa famille était originaire de Filiatrá puis migra sur Zante.
Aléxios Loukópoulos utilisa une partie de sa fortune pour financer les troupes qui arrêtèrent l'expédition dans le Péloponnèse de Dramali Pacha lors de la bataille des Dervénakia.
Il fut élu député à l'assemblée nationale d'Astros en 1823. En 1826-1827, il participa aux travaux de la troisième Assemblée nationale grecque (dans ses phases Kastri puis Trézène).
En 1824, il était en garnison dans la forteresse de Navarin avant la capture de la place l'année suivante par Ibrahim Pacha.
Durant la période où Ioánnis Kapodístrias gouverna la Grèce, Loukópoulos fut le premier Directeur général de la Poste du pays (1828-1829) avant de diriger de mai 1830 à mai 1832 la Monnaie nationale d'Égine, l'institution chargée de battre monnaie pour le nouvel État, le Phénix.

## Sources
- (el) Phótios Chrysanthópoulos, Βίοι Πελοποννησίων ανδρών και των εξώθεν εις την Πελοπόννησον ελθόντων κληρικών, στρατιωτικών και πολιτικών των αγωνισαμένων τον αγώνα της επαναστάσεως, Athènes, Stávros Andrópoulos,‎ 1888, 335 p. (lire en ligne)
- (el) Parlement grec, Μητρώο Πληρεξουσίων, Γερουσαστών και Βουλευτών. 1822-1935, Athènes, Parlement grec,‎ 1986, 159 p. (lire en ligne) [PDF]
- (el) Mousís Konstantínis, Τα ταχυδρομεία στην Ελλάδα : η ιστορία και η εξέλιξή τους, Athènes, Hellenika Grammata,‎ 2002, 628 p. (ISBN 960-393-895-5).